# San Francisco Columbarium

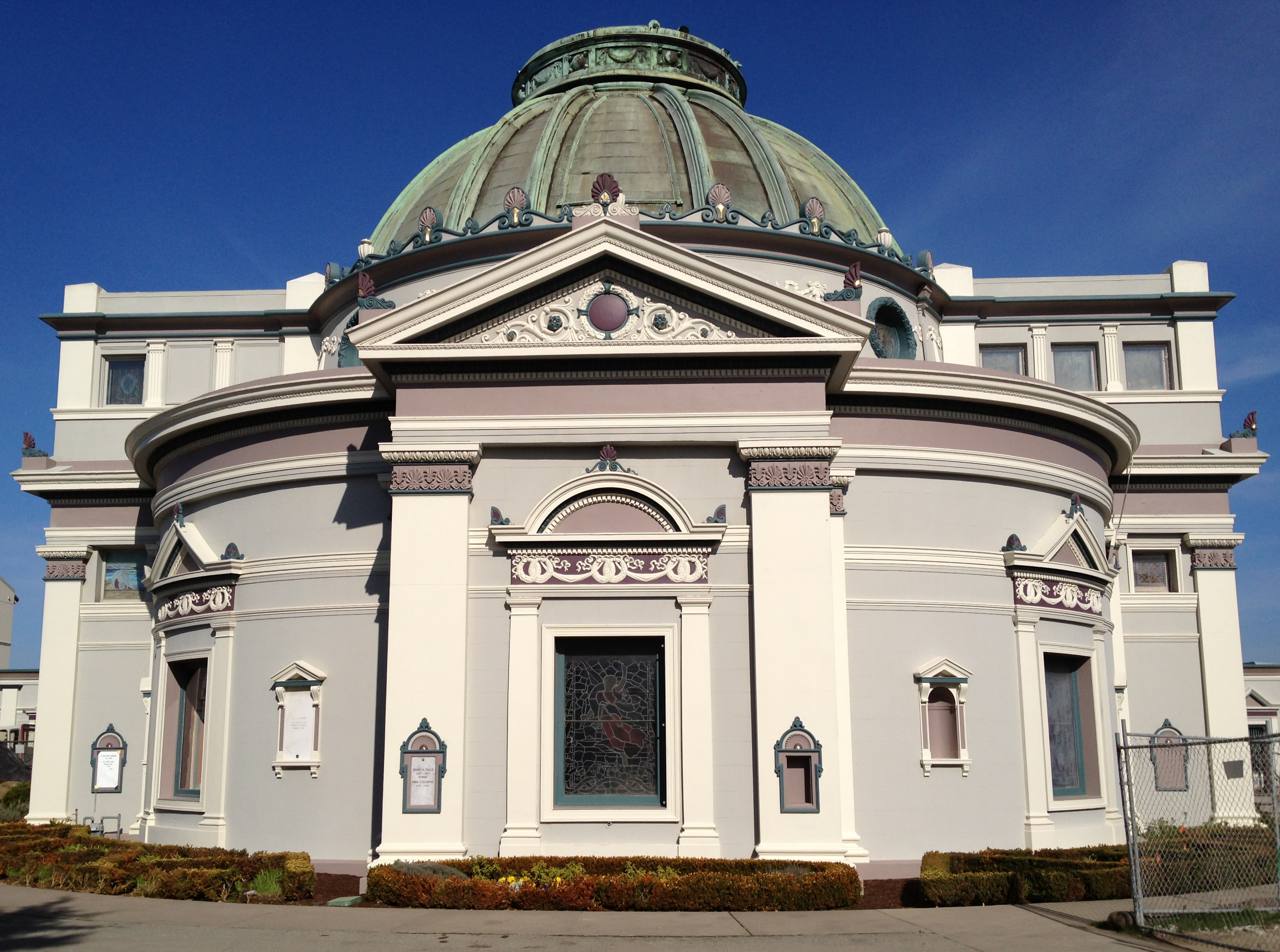
Außenansicht des Kolumbariums

Das San Francisco Columbarium ist ein Kolumbarium in San Francisco, Kalifornien. Das im klassizistischen Stil errichtete und im Jahr 1898 eingeweihte Gebäude bietet Raum für rund 8.500 Urnen und ist heute der einzige überkonfessionelle, noch in Gebrauch befindliche Bestattungsort innerhalb der Stadtgrenzen von San Francisco.

## Geschichte
Das von dem britischen Architekten Bernard J. S. Cahill entworfene Gebäude war ursprünglich Teil des Odd Fellows Cemetery, einem rund 68 Hektar großen Friedhof im Norden des Golden Gate Park in San Francisco. Es ergänzte ein 1895 – ebenfalls von Cahill entworfenes – Krematorium.
Als der Stadtrat von San Francisco im Jahr 1910 Einäscherungen innerhalb des Stadtgebietes verbot, wurde das zum Kolumbarium gehörende Krematorium abgerissen. Nachdem der Friedhof von den Odd Fellows aufgegeben worden war, begann im Jahr 1929 die Umbettung, wobei einige Familien auch die Urnen ihrer Angehörigen aus dem Kolumbarium entfernten. 
In der Zeit zwischen 1934 und 1979 verfiel das alleine auf dem ehemaligen Friedhofsgelände verbliebene Kolumbarium zusehends. Im Jahr 1980 wurde es von der Neptune Society of Northern California gekauft und im Verlauf der folgenden Jahre restauriert. 
Im Jahr 1996 wurde es unter der Nummer 209 in das Verzeichnis der San Francisco Landmarks aufgenommen. Im Juli 2011 stellte die Neptune Society of Northern California ihre Pläne für den weiteren Ausbau des Kolumbariums vor. Insgesamt 5.300 Nischen in Anbauten zum historischen Kolumbarium sollen die bestehenden 8.500 Nischen ergänzen, um so weiter Platz für Bestattungen innerhalb der Stadtgrenzen von San Francisco zu schaffen.

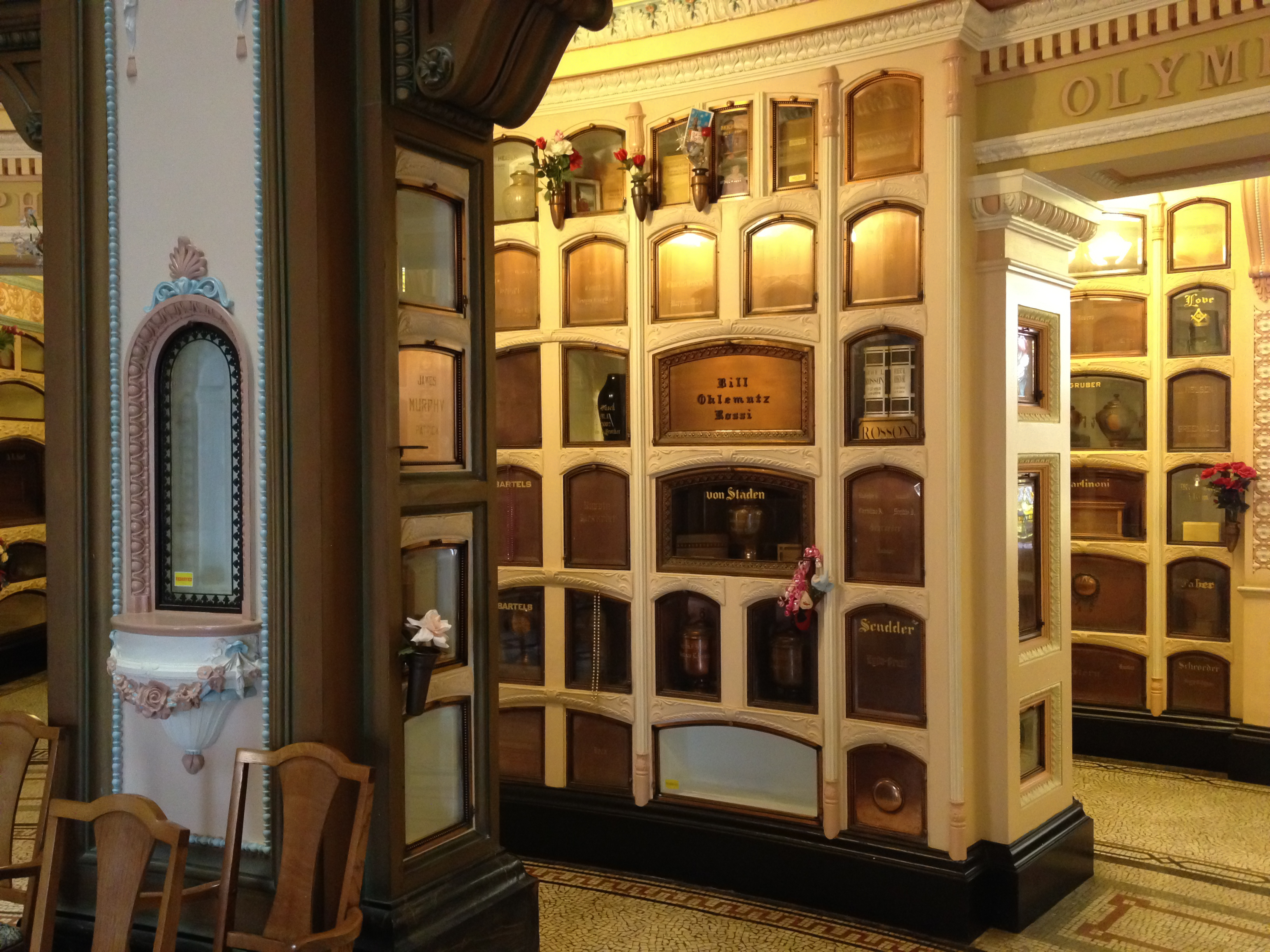
Untergeschoss des Kolumbariums mit Begräbnisnischen.
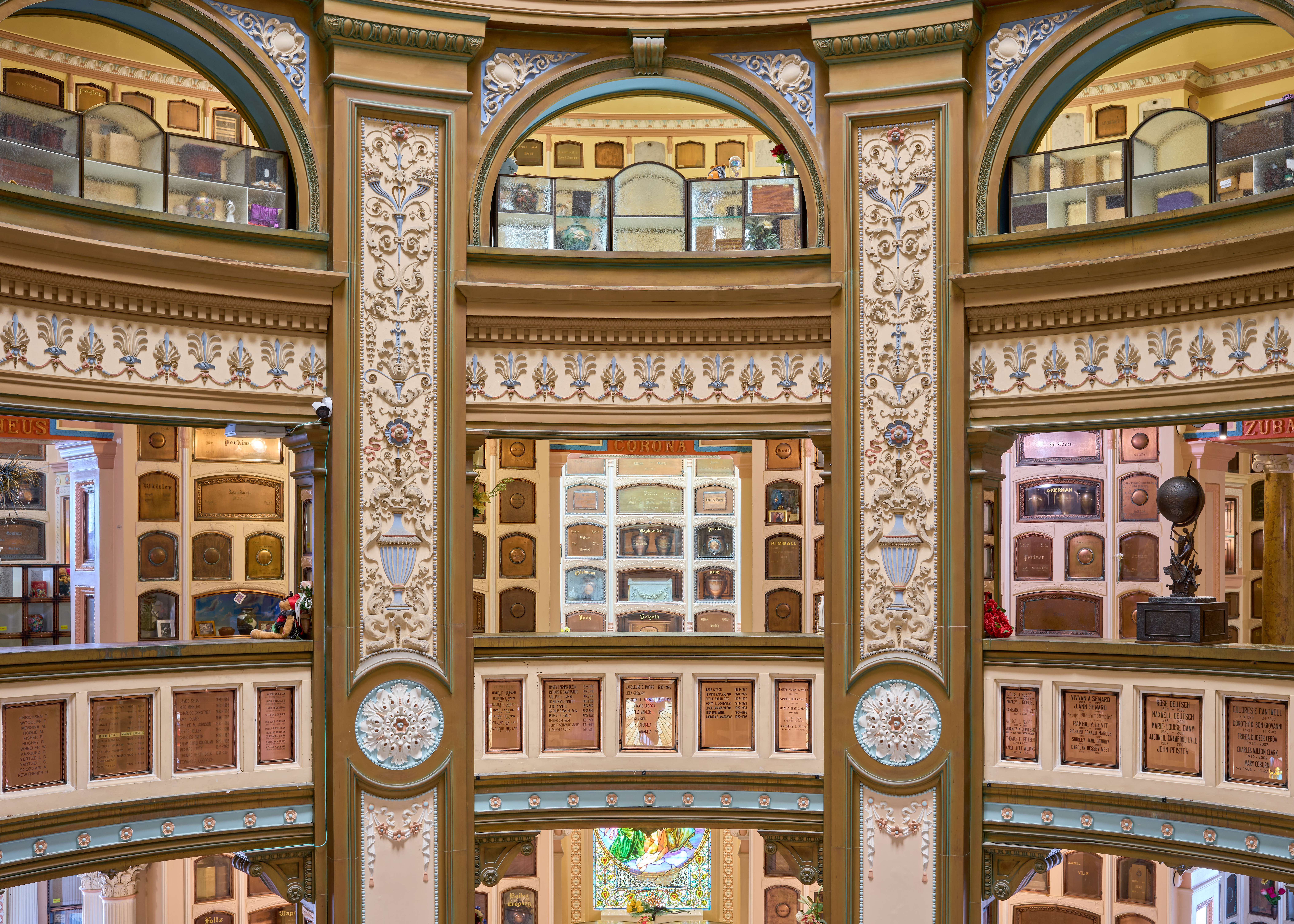
Blick in den Innenraum des Kolumbariums.
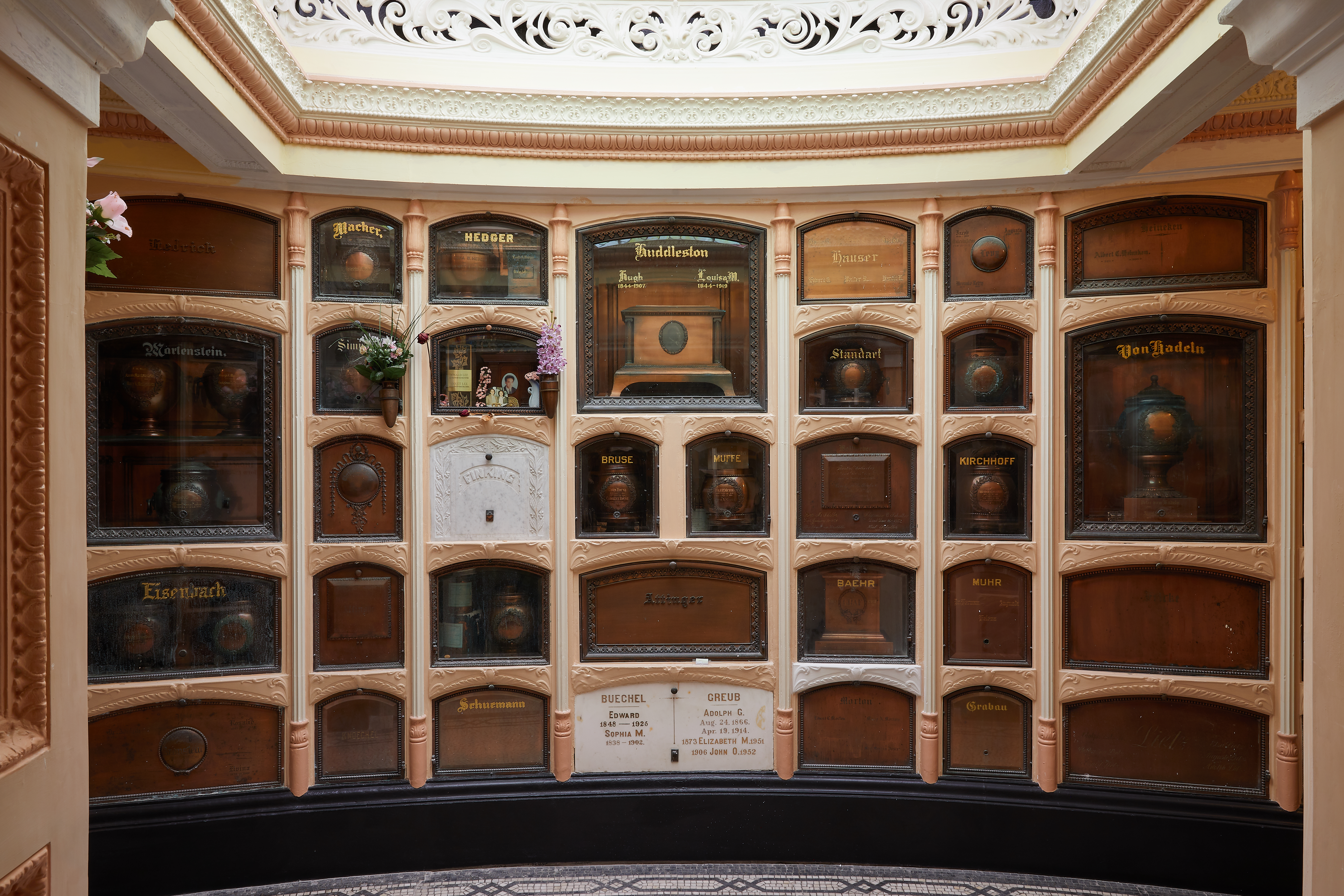
Urnenraum im ersten Stock des Gebäudes.

## Heutige Nutzung

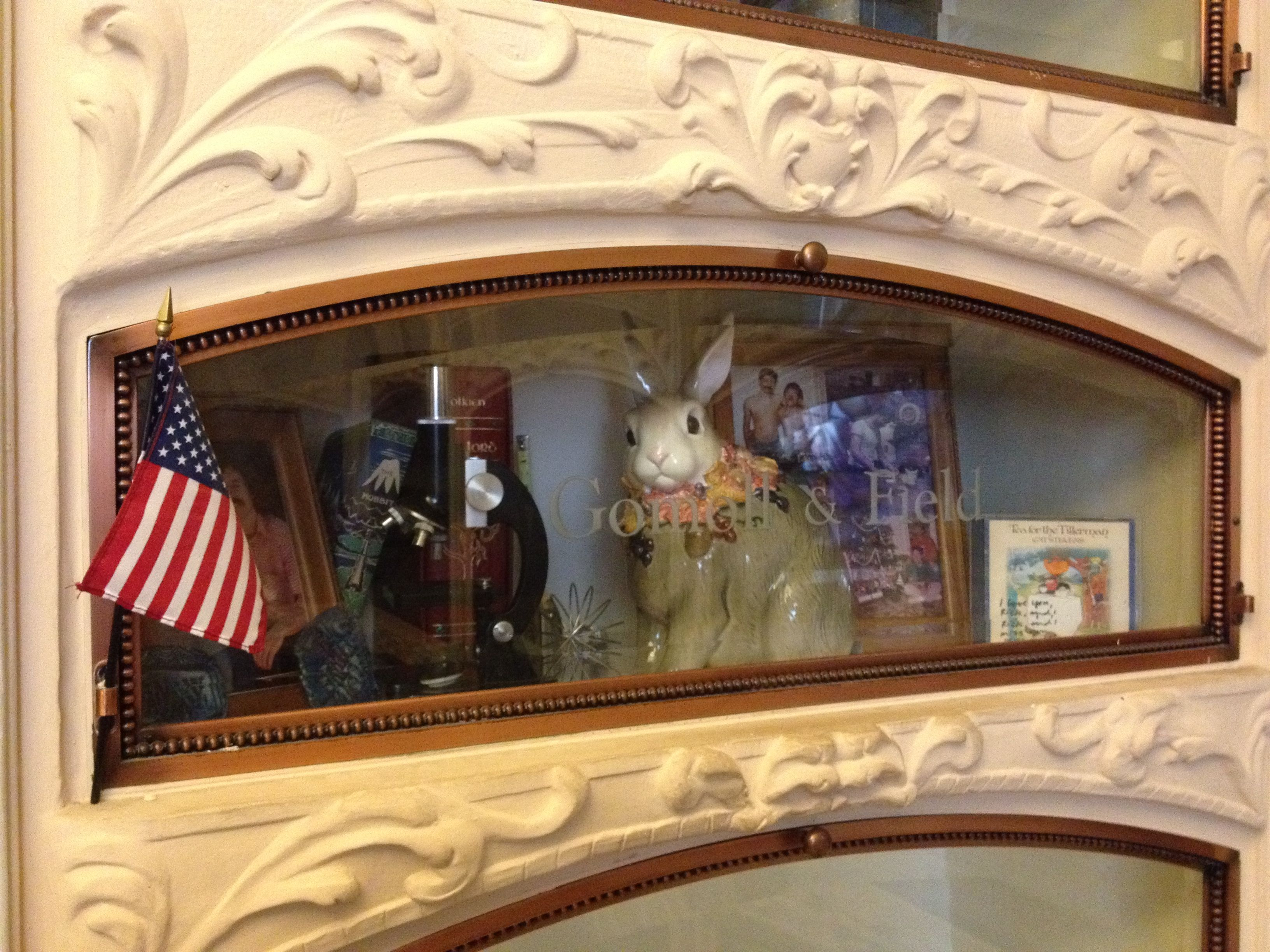
Individuell gestaltete Nische mit Gegenständen aus dem Besitz des Verstorbenen.

Heute wird das Kolumbarium wieder als Begräbnisstätte genutzt und steht an sieben Tagen der Woche für Besucher offen. Viele der in neuerer Zeit bestückten Nischen im Kolumbarium enthalten nicht allein Urnen, sondern auch Gegenstände aus dem Leben der Verstorbenen. Und auch einige der Urnen selbst haben einen Bezug zum Leben derjenigen, die sich für eine Bestattung im Kolumbarium entschieden haben. So werden beispielsweise Keksdosen, Teekannen oder etwa ein Baseball als Aufbewahrungsgefäß für die Asche der Verstorbenen genutzt.
Im Juli 2006 fand die erste „Meet your neighbors-for-eternity party“ (dt. „Triff-deine-Nachbarn-für-die-Ewigkeit-Party“) statt, bei der Besitzer der Nischen ihre späteren Nachbarn im Kolumbarium noch vor deren Tod kennenlernen konnten. Bei dieser Gelegenheit tauschten die Teilnehmer der Veranstaltung Ideen für die Dekoration ihrer Begräbnisnischen aus.

## Bedeutende Personen, die hier bestattet wurden

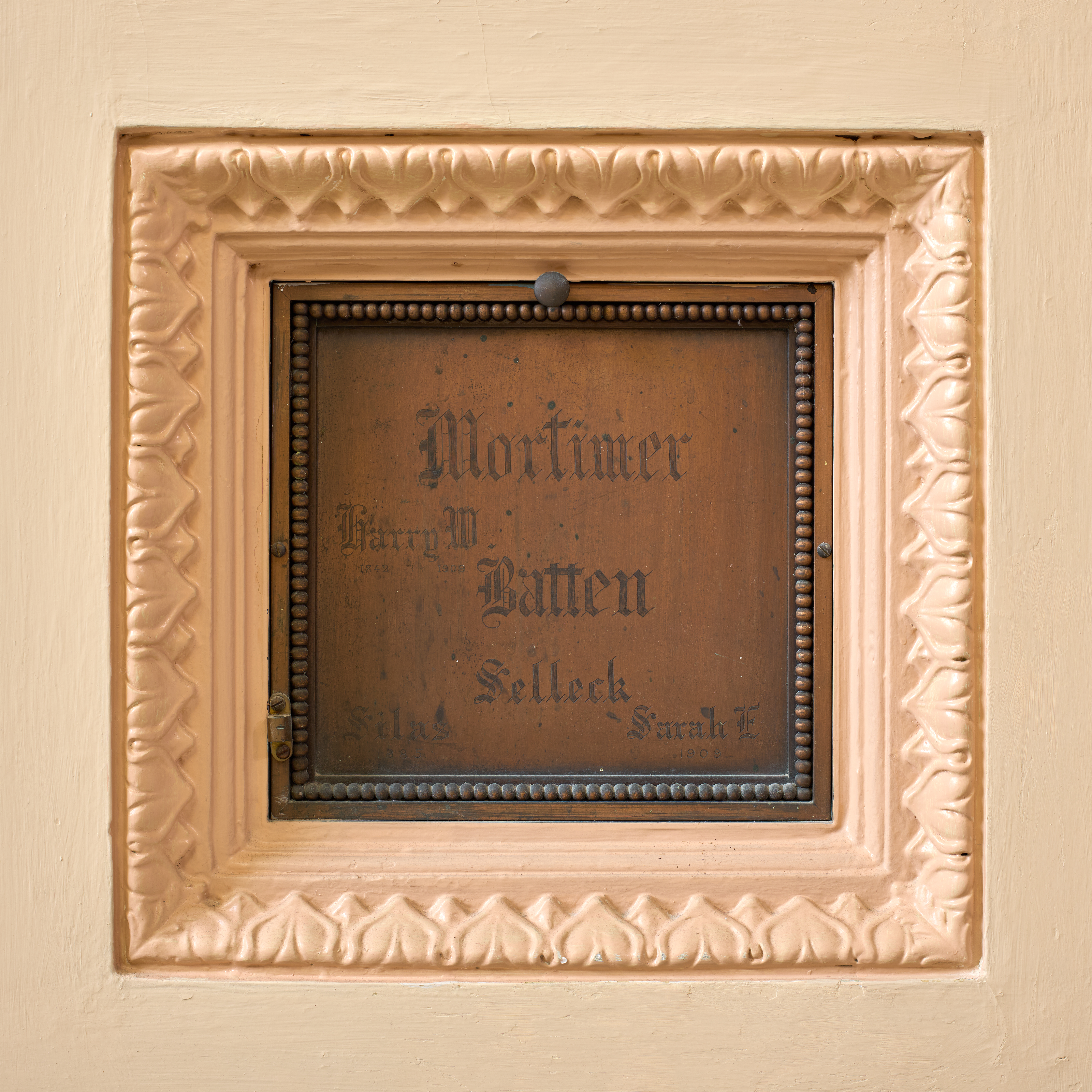
Begräbnisstätte für Silas Selleck und seine Frau Sarah. Selleck war einer der frühen Fotografen in Kalifornien.

- George Ainslie (1838–1913) – Kongressdelegierter des Idaho-Territoriums.
- Chester Leo Helms (1942–2005) – Musikmanager, bekannt als „father of San Francisco’s 1967 Summer of Love“.
- Frank E. Hill (1850–1906) – Teilnehmer der Indianerkriege und Träger des amerikanischen Tapferkeitsordens Medal of Honor.
- Harry August Jansen (1883–1955) – Zauberkünstler, bekannt unter dem Künstlernamen „Dante the Magician“.
- Jerry Juhl (1938–2005) – Drehbuchautor für die Muppet Show.
- Anna Elizabeth Klumpke (1856–1942) –  Genre- und Porträtmalerin.
- Dorothea Klumpke (1861–1942) – Astronomin und erste Frau, die astronomische Beobachtungen von einem Ballon aus machte.
- Harvey Milk (1930–1978) – Erster offen homosexueller Politiker der USA und Bürgerrechtler der Schwulen- und Lesbenbewegung.
- Silas Selleck (1827–1885) – Fotograf, Politiker und Unternehmer.
- Edward Robeson Taylor (1838–1923) – 28. Bürgermeister von San Francisco.